# Olympique Gymnaste Club de Nice 1936-1937
Questa voce raccoglie le informazioni riguardanti l'Olympique Gymnaste Club de Nice nelle competizioni ufficiali della stagione 1936-1937.

## Maglie e sponsor
| Manica sinistra · Maglietta · Maglietta · Manica destra · Pantaloncini · Calzettoni |

## Rosa
| N. |                           | Ruolo | Calciatore         |
| -- | ------------------------- | ----- | ------------------ |
|    | Francia (bandiera)        | P     | Jean Audibert      |
|    | Francia (bandiera)        | P     | Raoul Chaisaz      |
|    | Francia (bandiera)        | D     | Robert Costamagna  |
|    | Francia (bandiera)        | D     | Robert Hirt        |
|    | Cecoslovacchia (bandiera) | D     | Karel Kudrna       |
|    | Argentina (bandiera)      | D     | Rodolfo Orlandini  |
|    | Francia (bandiera)        | D     | Pierre Palmesani   |
|    | Francia (bandiera)        | D     | Maurice Peter      |
|    | Francia (bandiera)        | D     | Ginès Rodriguez    |
|    | Francia (bandiera)        | D     | Frédéric Rosa      |
|    | Austria (bandiera)        | D     | Ernst Schulzendorf |
|    | Italia (bandiera)         | D     | Amleto Sclavi      |
|    | Francia (bandiera)        | C     | Vincent Gaillard   |
|    | Francia (bandiera)        | C     | Georges Logez      |
|    | Francia (bandiera)        | C     | Vincent Lovichy    |

| N. |                     | Ruolo | Calciatore           |
| -- | ------------------- | ----- | -------------------- |
|    | Francia (bandiera)  | C     | Jean Luciano         |
|    | Francia (bandiera)  | C     | Antoine Martini      |
|    | Spagna (bandiera)   | C     | Josep Samitier       |
|    | Ungheria (bandiera) | C     | Edouard Schubert     |
|    | Francia (bandiera)  | C     | Isaac Edouard Sillam |
|    | Francia (bandiera)  | A     | Mohamed Boudjemaa    |
|    | Francia (bandiera)  | A     | Michel Brusseaux     |
|    | Ungheria (bandiera) | A     | Geza Csapo           |
|    | Francia (bandiera)  | A     | Émile Dubois         |
|    | Francia (bandiera)  | A     | Émile Galland        |
|    | Francia (bandiera)  | A     | Jean Gérin           |
|    | Francia (bandiera)  | A     | Georges Gordolon     |
|    | Francia (bandiera)  | A     | Emmanuel Lowy        |
|    | Francia (bandiera)  | A     | Armand Marino        |
|    | Francia (bandiera)  | A     | Roger Pellegrino     |